# Рожаница (река)
Рожаница — левый приток реки Уж, протекающий по Коростенскому району районам (Житомирская область).

## География
Длина — 11 км. Русло реки (отметки уреза воды) в среднем течении (село Новоселка) находится на высоте 208,9 м над уровнем моря. Площадь бассейна — 45,2 км². Служит водоприёмником системы каналов. Русло выпрямлено в канал (канализировано), шириной 8 м и глубиной 2 м, дно песчаное.
Берёт начало на болотном массиве непосредственно восточнее села Вербы. Река течёт на северо-запад, северо-восток. Впадает в реку Уж (на 240-м км от её устья) севернее села Берёзовка.
Пойма очагами занята болотами и лугами, лесам.
Населённые пункты на реке (от истока к устью):
Бывший Емильчанский район
1. Вербы
2. Новосёлка